# Lou Kenton

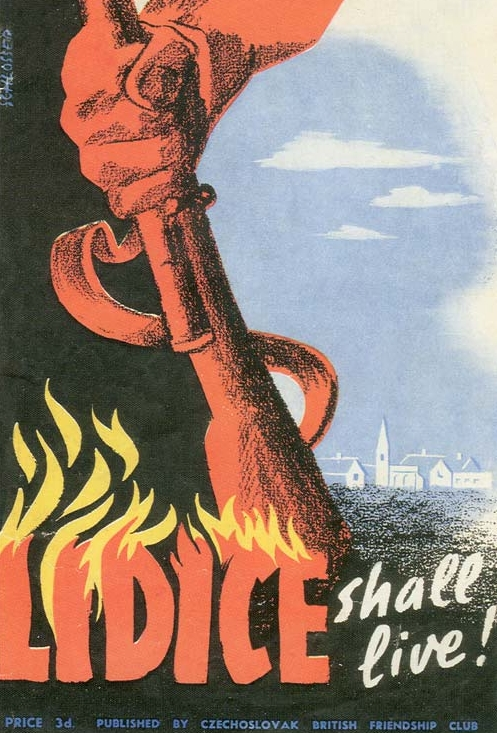
Plakát na podporu Lidic

Lou Kenton (1. září 1908, Londýn – 17. září 2012, Londýn) byl anglický hrnčíř a levicový aktivista. Byl nejstarším z devíti děti židovských přistěhovalců, v roce 1929 vstoupil do komunistické strany. V letech 1937 až 1938 působil v řadách interbrigadistů jako řidič sanitního vozu. V reakci na vyhlazení Lidic vstoupil do sdružení Lidice Shall Live a podílel se na vybudování památníku na místě tragédie. V srpnu 1968 na protest proti okupaci Československa vystoupil z komunistické strany a stal se labouristou. V roce 2009 obdržel za účast ve válce čestné španělské občanství. Zemřel jako poslední bojovník Interbrigády.
S manželkou Lilian, zdravotní sestrou, která emigrovala z Rakouska po anšlusu, měl dvě děti.